# Retraite (militaire)
Pour les articles homonymes, voir retraite.

Retraite de Russie par Napoléon Ier (1812)

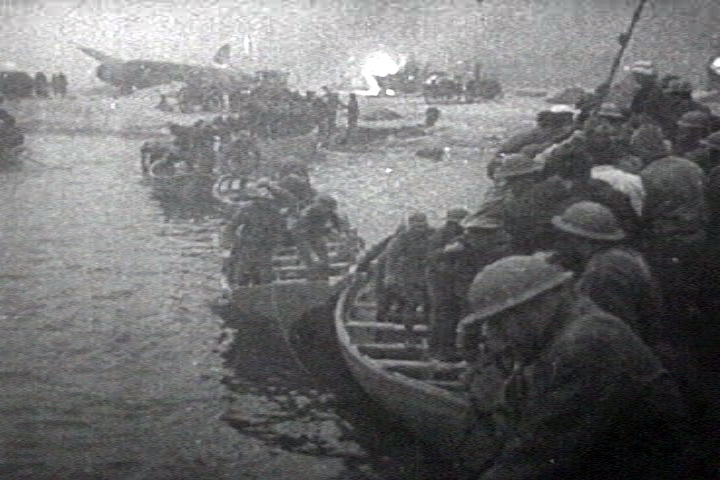
L'évacuation de Dunkerque par les Britanniques (1940)

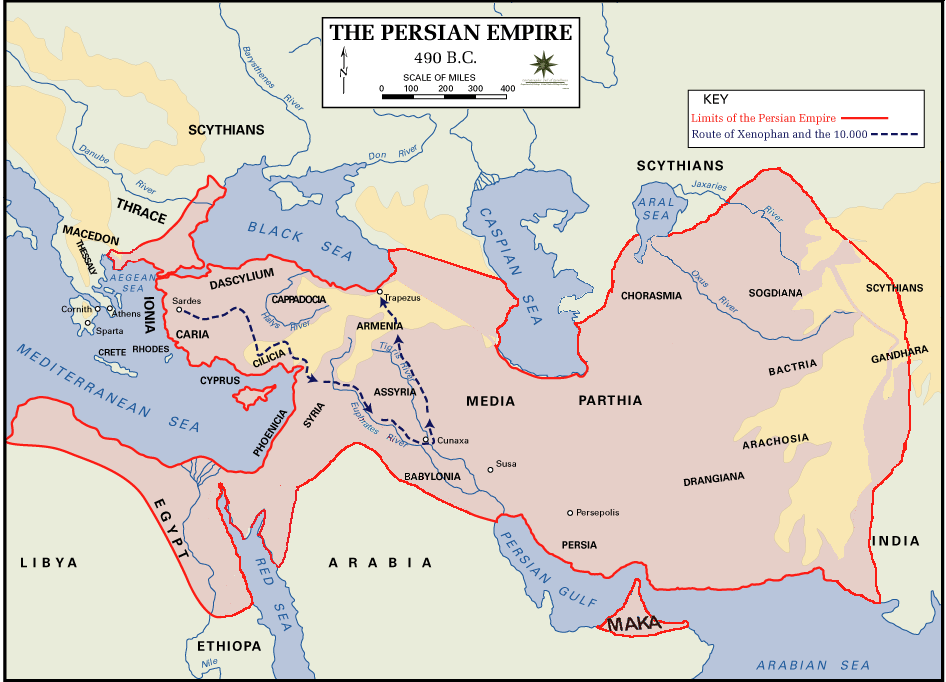
Retraite des Dix Mille par Xénophon (401 av. J.-C.)

Dans le domaine militaire, l'opération de retraite consiste à rappeler des forces armées tout en maintenant le contact avec l'ennemi. Une opération de retraite peut être entreprise afin de : sortir d'une zone de conflit ou d'occupation non pertinente ; se regrouper ; occuper une position plus facilement défendable ; ou encore attirer l'ennemi dans une embuscade.
Une retraite militaire est considérée comme une opération tactique risquée qui requiert de la discipline afin de ne pas tourner en déroute.

## Exemples de retraite
Un exemple historique classique de retraite militaire menée à bien est celui de la retraite des Dix Mille assurée par Xénophon, stratège, commandant en second.
Parmi les autres retraites militaires que l'Histoire a retenues, on note par exemple la Retraite de Russie et l'évacuation de Dunkerque.